# Робуччи-Нарджизо, Мария-Джузеппа
Мария-Джузеппа Робуччи-Нарджизо (итал. Maria-Giuseppa Robucci-Nargiso; 20 марта 1903, Поджо-Империале, Фоджа, Италия — 18 июня 2019, там же) — итальянская долгожительница. Являлась старейшим жителем Италии и Европы после смерти 116-летней Джузеппины Проетто-Фрау.

## Биография
Робуччи, также известная как «Нонна Пеппа», родилась в 1903 году в Италии. Родителями долгожительницы были Антонио и Мария Микела Робуччи. 3 декабря 1928 года она вышла замуж за Николу Нарджизо. У супругов было пятеро детей: Анджело, Кончетта (которая позже стала монахиней по имени сестра Николетта), Антонио, Джузеппе и Филомена.
В годы после Второй мировой войны семья Нарджизо переживала экономические трудности.
Робуччи стала вдовой в 1982 году, после смерти Николы. В 2003 году телевизионное шоу «La vita in diretta» канала Rai Uno показало её столетний юбилей. В возрасте 100 лет она всё ещё могла колоть дрова.
В 2014 году Мария Робуччи-Нарджизо неудачно упала, сломав бедро, после чего перенесла операцию. По состоянию на 2015 год, её сын Анджело ещё был жив в возрасте 86 лет. Она считала, что долгожительницей её сделали оптимизм, вера в Бога и диета.
Скончалась 18 июня 2019 года в возрасте 116 лет 90 дней. На момент смерти являлась старейшим ныне живущим человеком в Италии и Европе и вторым — в мире. Проживала в Апричене, Италия.

## Рекорды долголетия
- 15 декабря 2017 года вошла в пятёрку старейших живущих верифицированных долгожителей.
- 20 марта 2018 года стала 45-м верифицированным человеком в истории, кто отпраздновал своё 115-летие[4].
- 21 апреля 2018 года стала четвёртой в списке старейших живущих верифицированных долгожителей.
- 6 июля 2018 года стала старейшим жителем Италии и третьим старейшим долгожителем в мире.
- 22 июля 2018 года стала вторым старейшим живущим человеком в мире.
- 27 октября 2018 года вошла в топ-25 старейших людей в истории.
- 20 марта 2019 года стала 21-м человеком в мире, достигшим возраста 116 лет.
- 15 апреля 2019 года вошла в топ-20 старейших людей в истории.